# Heléne Willix
Heléne Willix, född 3 mars 1974, är en svensk före detta triatlet och friidrottare (långdistanslöpning) som tävlade för klubbarna KA 1 IF och, från år 2001, Spårvägens FK.

## Personliga rekord
| Utomhus - 5 000 meter – 17:01,59 (Zagreb, Kroatien 15 augusti 1999) - 10 000 meter – 33:49,84 (Helsingfors, Finland 29 augusti 1998) - 10 km landsväg – 35:20 (Stockholm 1 september 2002) - Halvmaraton – 1:15:35 (Göteborg 17 maj 2003) - 30 km landsväg – 2:07:46 (Lidingö 26 september 2009) - Maraton – 2:39:50 (Turin, Italien 13 april 2003) | Inomhus - 3 000 meter – 9:41,78 (Umeå 24 februari 2001) |